# (6345) Hideo
(6345) Hideo (1994 AX1) – planetoida z pasa głównego asteroid okrążająca Słońce w ciągu 5,58 lat w średniej odległości 3,14 j.a. Odkryta 5 stycznia 1994 roku.